# Achenkirch
Achenkirch es una municipalidad del distrito de Schwaz, Tirol en Austria, ubicada a una altitud de 916 m con una extensión territorial de 113,96 km² y una población de 2,090 habitantes (2005). 
Es una zona turística y de balnearios con vida principalmente nocturna. También tiene campos de golf, pistas para trineos, parques de diversiones y fábricas de muebles.